# Лауреаты Государственной премии Российской Федерации за 1992 год
Лауреаты Государственной премии Российской Федерации за 1992 год были названы указами Президента Российской Федерации Б. Н. Ельцина

## В области литературы и искусства
За произведения последних лет, выполненные в традициях тувинской резьбы по цветному мягкому камню
- Байынды, Елизавета Байыровна, народный мастер-камнерез.
- Дойбухаа, Дондук Хертекович, народный мастер-камнерез.
- Дупчур, Бригад Санчаевич, народный мастер-камнерез.
- Саая, Когел Мижитеевич, народный мастер-камнерез.

За книги последних лет «Пушкинский дом» и «Улетающий Монахов»
- Битов, Андрей Георгиевич, писатель.

За концерт для скрипки с оркестром «Offertorium»
- Губайдулина, София Асгатовна, композитор.

За спектакль «Для веселья нам даны молодые годы» по мотивам повести С. Каледина «Стройбат» в Малом драматическом театре, Санкт-Петербург
- Додин, Лев Абрамович, автор пьесы и режиссёр-постановщик.

За спектакль «Поминальная молитва» по мотивам произведений Шолом-Алейхема (пьеса Г. Горина) в Московском театре «Ленком»
- Захаров, Марк Анатольевич, режиссёр-постановщик.
- Леонов, Евгений Павлович, исполнитель главной роли.
- Шейнцис, Олег Аронович, художник.

За серию искусствоведческих работ последних лет в области архитектуры
- Иконников, Андрей Владимирович, архитектор.

За коллекцию одежды из массовых видов мехов
- Крутикова, Ирина Владимировна, дизайнер-модельер.
- Назарова, Людмила Викторовна, дизайнер-модельер.

За книгу стихотворений «Разговор по душам»
- Тряпкин, Николай Иванович, поэт.

За спектакль «Погром» по мотивам романа Б. Васильева «И был вечер, и было утро» в Казанском театре юного зрителя
- Цейтлин, Борис Ильич, режиссёр-постановщик.
- Хайруллина, Роза Вакильевна, артистка.
- Рыбасова, Мария Дмитриевна, художник.

За хоровую музыку «Запечатлённый ангел» по Н. Лескову
- Щедрин, Родион Константинович, композитор.

## В области науки и техники
За разработку и внедрение в практику новых методов профилактики и лечения тромбоэмболии легочной артерии
- Савельев, Виктор Сергеевич, академик Российской академии медицинских наук, заведующий кафедрой Российского государственного медицинского университета, руководитель работы.
- Вирганский, Анатолий Олегович, кандидат медицинских наук, доцент кафедры.
- Кириенко, Александр Иванович, доктор медицинских наук, заведующий лабораторией.
- Матюшенко, Алексей Адамович, кандидат медицинских наук, доцент кафедры.
- Прокубовский, Владимир Ильич, доктор медицинских наук, заведующий лабораторией.
- Яблоков, Евгений Георгиевич, доктор медицинских наук, профессор кафедры, — работник того же университета;
- Колодий, Степан Михайлович, доктор медицинских наук, заведующий кабинетом клинической больницы Центральной медико-санитарной части N 119;
- Смирнов, Арий Алексеевич, ведущий инженер Радиотехнического института Российской академии наук.

За разработку и создание экономичных сверхпроводящих магнитов для ускорителей высоких энергий
- Алфеев, Валерий Семёнович, старший научный сотрудник лаборатории высоких энергий Объединенного института ядерных исследований.
- Борисовская, Земфира Владимировна, кандидат технических наук, научный сотрудник.
- Курятников, Борис Константинович, бывший начальник цеха опытно-экспериментального производства.
- Лобанов, Виктор Иванович, научный сотрудник.
- Матюшевский, Евгений Александрович, начальник конструкторского бюро.
- Шелаев, Игорь Александрович, доктор технических наук, начальник сектора, — работник той же лаборатории;
- Макаров, Леонид Григорьевич, (посмертно).

За создание крупной сырьевой базы полиметаллических руд в российской части Рудного Алтая
- Беляев, Александр Петрович, бывший геолог первой категории Рудно-Алтайской геолого-разведочной экспедиции Западно-Сибирского производственного геологического объединения «Запсибгеология».
- Отрудько, Анатолий Андреевич, бывший начальник отдела.
- Ходарев, Владимир Павлович, бывший геолог первой категории.
- Чекалин, Вениамин Михайлович, главный геолог, — работник той же геолого-разведочной экспедиции.
- Доронин, Александр Яковлевич, (посмертно);
- Савченко, Владимир Николаевич, геофизик первой категории Таловской геофизической партии Центральной геофизической экспедиции Западно-Сибирского производственного геологического объединения «Запсибгеология»;
- Фёдоров, Александр Александрович, (посмертно).

За цикл монографий «Традиционная культура русского народа в XVII — начале XX вв.»
- Александров, Вадим Александрович, доктор исторических наук, главный научный сотрудник Института этнологии и антропологии имени Н. Н. Миклухо-Маклая Российской академии наук.
- Власова, Ирина Владимировна, доктор исторических наук, ведущий научный сотрудник.
- Громыко, Марина Михайловна, доктор исторических наук, главный научный сотрудник.
- Рабинович, Михаил Григорьевич, доктор исторических наук, ведущий научный сотрудник-консультант.
- Чижикова, Людмила Николаевна, доктор исторических наук, ведущий научный сотрудник, — работник того же института.

За разработку и внедрение технологии привитой культуры винограда в России
- Жуков, Александр Иванович, кандидат сельскохозяйственных наук, директор Анапской зональной опытной станции виноградарства и виноделия научно-производственного объединения «Сады Кубани» Российской академии сельскохозяйственных наук.
- Ильяшенко, Олег Михайлович, кандидат сельскохозяйственных наук, заведующий отделом.
- Перов, Николай Николаевич, кандидат сельскохозяйственных наук, заведующий отделом, — работник той же опытной станции;
- Малтабар, Александр Леонидович, кандидат сельскохозяйственных наук, заведующий лабораторией Северо-Кавказского зонального научно-исследовательского института садоводства и виноградарства научно-производственного объединения «Сады Кубани».
- Серпуховитина, Ксения Алексеевна, доктор сельскохозяйственных наук, заведующая отделом того же института;
- Котляров, Игорь Фёдорович, заместитель председателя правления Государственно-кооперативного объединения по виноградарству и виноделию «Росвиноградпрома»;
- Малтабар, Леонид Маркович, доктор сельскохозяйственных наук, заведующий кафедрой Кубанского государственного аграрного университета.
- Радчевский, Пётр Пантелеевич, кандидат сельскохозяйственных наук, ассистент кафедры того же университета.

За разработку и внедрение интегрированных лазерных и плазменных технологий создания изделий новой техники авиационного и космического назначения
- Барвинок, Виталий Алексеевич, доктор технических наук, заведующий кафедрой Самарского государственного аэрокосмического университета имени академика С. П. Королёва.
- Богданович, Валерий Иосифович, кандидат технических наук, доцент кафедры, — работник того же университета;
- Мордасов, Василий Иванович, кандидат технических наук, доцент кафедры, — работник того же университета;
- Сойфер, Виктор Александрович, доктор технических наук, ректор, — работник того же университета;
- Цидулко, Аркадий Григорьевич, кандидат технических наук, доцент кафедры, — работник того же университета;.
- Шорин, Владимир Павлович, академик, заведующий кафедрой, — работник того же университета;
- Сисакян, Иосиф Норайрович, доктор физико-математических наук, начальник — главный конструктор Центрального конструкторского бюро уникального приборостроения Российской академии наук;
- Трофимов, Николай Григорьевич, кандидат технических наук, главный конструктор Самарского конструкторского бюро машиностроения Самарского научно-производственного объединения «Труд».

За полный синтез эйкозаноидов, разработку новых высокоэффективных простагландиновых препаратов
- Валеев, Фарид Абдуллович, кандидат химических наук, старший научный сотрудник Института органической химии Уфимского научного центра Российской академии наук.
- Востриков, Николай Сергеевич, кандидат химических наук, старший научный сотрудник.
- Лазарева, Дина Наумовна, доктор медицинских наук, профессор, главный научный сотрудник.
- Мифтахов, Мансур Сагарьярович, доктор химических наук, главный научный сотрудник.
- Муринов, Юрий Ильич, доктор химических наук, заведующий лабораторией.
- Толстиков, Александр Генрихович, кандидат химических наук, старший научный сотрудник, — работник того же института;
- Карамышев, Валентин Андреевич, кандидат ветеринарных наук, ведущий научный сотрудник лаборатории Всероссийского научно-исследовательского ветеринарного института патологии, фармакологии и терапии Российской академии сельскохозяйственных наук.
- Черемисинов, Григорий Андрианович, доктор ветеринарных наук, заведующий лабораторией того же института.

За разработку и внедрение в угольной промышленности Кузбасса и восточных регионов России прогрессивных композиционных материалов, ресурсосберегающих технологий и оборудования
- Васильев, Владимир Викторович, доктор технических наук, заведующий лабораторией Института горного дела имени А. А. Скочинского.
- Егоров, Николай Константинович, кандидат технических наук, ведущий научный сотрудник, — работник того же института;
- Малышев, Юрий Николаевич, доктор технических наук, директор, — работник того же института;
- Болдин, Виктор Михайлович, кандидат технических наук, ведущий научный сотрудник Кузнецкого научно-исследовательского и проектно-конструкторского угольного института научно-производственного объединения «Прокопьевскуголь»;
- Дунаевская, Маргарита Павловна, кандидат технических наук, заведующая сектором Научно-исследовательского и проектно-конструкторского института по добыче полезных ископаемых открытым способом;
- Завертайло, Василий Федосеевич, директор научно-производственного предприятия «Шахтостройкомпозит» научно-производственного объединения «Прокопьевскгидроуголь»;
- Зайденварг, Валерий Евгеньевич, кандидат технических наук, президент правления Российской государственной корпорации угольной промышленности «Уголь России».